# 커피 미츠 베이글

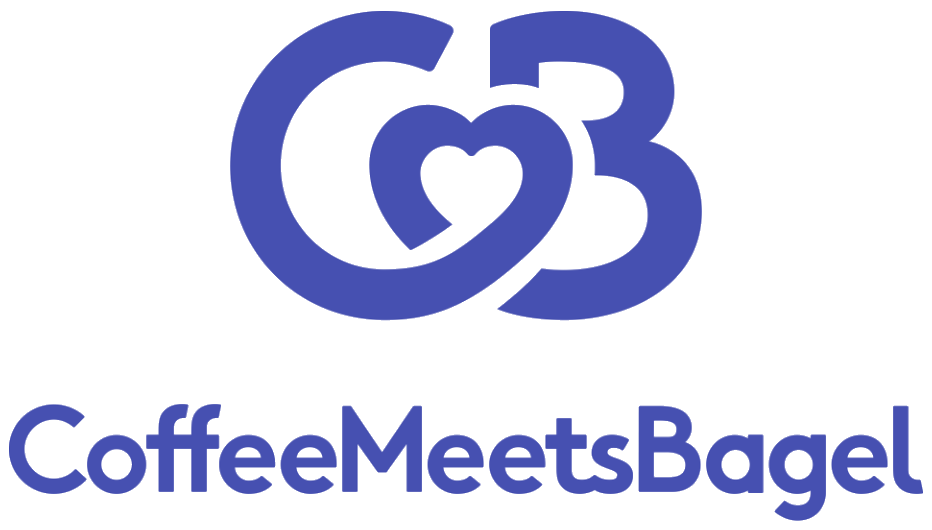
커피 미츠 베이글의 로고

커피 미츠 베이글(영어: Coffee Meets Bagel)은 샌프란시스코에 기반을 둔 데이트 및 소셜 네트워크 서비스이다.